# Nos Anglais
Nos Anglais est une nouvelle de Guy de Maupassant, parue en 1885.

## Historique
Nos Anglais est une nouvelle initialement publiée dans le quotidien Gil Blas du 10 février 1885, puis reprise dans le recueil Toine.

## Résumé
Sur la banquette d'un wagon, le narrateur trouve un journal de voyage perdu par un inconnu. Les trois dernières pages racontent son séjour dans un hôtel de Menton occupé par une vingtaine d'Anglais.

## Éditions
- 1885 - Nos Anglais, dans Gil Blas
- 1886 - Nos Anglais, dans le recueil Toine aux éditions Marpon-Flammarion, coll. Bibliothèque illustrée.
- 1979 - Nos Anglais, dans Maupassant, Contes et Nouvelles, tome II, texte établi et annoté par Louis Forestier, éditions Gallimard, Bibliothèque de la Pléiade.

## Lire
- Lien vers la version de  Nos Anglais dans Toine